# 克雷斯托
克雷斯托（法語：Crestot）是法国厄尔省的一个市镇，位于该省北部，属于埃夫勒区。该市镇总面积6.31平方公里，2009年时的人口为406人。

## 人口
克雷斯托人口变化图示